# Šiljka
Šiljka (lat. Danthonia) je biljni rod iz porodice travovki. Raširen je po Europi, Sjevernoj i Južnoj Americi i najistočnijim predjelima Rusije. 
Od 26 vrsta, i jedne notovrste u Hrvatskoj postoje dvije, jednoklasasta i polegla šiljka.

## Vrste
1. Danthonia alpina Vest, jednoklasasta šiljka
2. Danthonia annableae P.M.Peterson & Rúgolo
3. Danthonia araucana Phil.
4. Danthonia boliviensis Renvoize
5. Danthonia californica Bol.
6. Danthonia chaseana Conert
7. Danthonia chiapasensis Davidse
8. Danthonia chilensis É.Desv.
9. Danthonia cirrata Hack. & Arechav.
10. Danthonia compressa Austin
11. Danthonia decumbens (L.) DC., polegla šiljka ili polegla trozubica
12. Danthonia domingensis Hack. & Pilg.
13. Danthonia epilis Scribn.
14. Danthonia glaberrima (Post) Valdés & H.Scholz
15. Danthonia holm-nielsenii Laegaard
16. Danthonia intermedia Vasey
17. Danthonia malacantha (Steud.) Pilg.
18. Danthonia melanathera (Hack.) Bernardello
19. Danthonia montevidensis Hack. & Arechav.
20. Danthonia parryi Scribn.
21. Danthonia rhizomata Swallen
22. Danthonia rugoloana Sulekic
23. Danthonia secundiflora J.Presl & C.Presl
24. Danthonia sericea Nutt.
25. Danthonia spicata (L.) P.Beauv. ex Roem. & Schult.
26. Danthonia unispicata (Thurb. ex S.Watson) Munro ex Macoun
27. Danthonia ×breviaristata Vierh.

## Sinonimi
- Merathrepta Raf.; Ser. Bull. Bot. 1: 221 (1830)
- Triraphis Nees; Fl. Afr. Austr. 270 (1841)
- Monacather Benth.; J. Linn. Soc. 21: 99 (1881)
- Sieglingia Bernh.; Syst. Verz. Erf. 20, 44 (1800)
- xDanthosieglingia Domin; Preslia 13/15: 39 (1935)